# Kırkbaş, Yalvaç
Kırkbaş là một xã thuộc huyện Yalvaç, tỉnh Isparta, Thổ Nhĩ Kỳ. Dân số thời điểm năm 2011 là 439 người.